# ヴァブケント
ヴァブケント (ウズベク語: Vobkent / Вобкент、ロシア語: Вабкент) はウズベキスタン・ブハラ州にある都市である。ホラズム・シャー朝のアラーウッディーン・テキシュの治世に1196年から1198年にかけて制作されたヴァブケントのミナレットで有名となっている。都市のラテン文字表記名はVobkentもしくはVabkentとなっている。

## 概要
ヴァブケントは州都のブハラの北北東約28kmの地点に位置する。2012年現在、ヴァブケントの人口は18,500人である。ヴァブケントでは織物産業や鶏の飼育が盛んである。
街のサッカークラブとして、国内リーグであるウズベク・リーグの3部にヴァブケントFKが参加している。